# Okręg wyborczy Sefton Central
Okręg wyborczy Sefton Central powstał w 2010 roku i wysyła do brytyjskiej Izby Gmin jednego deputowanego. Okręg położone jest w harbstwie Merseyside i obejmuje tereny między Liverpoolem a Southportem.

## Deputowani do brytyjskiej Izby Gmin z okręgu Sefton Central
- 2010- : Bill Esterson, Partia Pracy[2]